# 聖職の碑
『聖職の碑』（せいしょくのいしぶみ）は、中央アルプスの木曽駒ヶ岳における山岳遭難事故（木曽駒ヶ岳大量遭難事故）を題材とした新田次郎の山岳小説および、それを原作とした鶴田浩二主演の映画。
1913年（大正2年）8月26日に長野県中箕輪高等小学校（現・同県上伊那郡箕輪町立箕輪中学校）の集団宿泊的行事として実施された木曽駒ヶ岳集団登山における気象遭難事故の実話に基づき極限状態での師弟愛を描き、「生きること」「愛すること」の意味を問いかけた。

## あらすじ
大正時代、中箕輪高等小学校では白樺派教員とそれに反対する教員や村の助役、郡の視学との対立が始まりつつあった。このような中、校長の赤羽長重は毅然とした態度で教師たちをまとめ、実践主義的な教育を行っていた。
大正2年8月26日、赤羽は集団宿泊的行事として前々年より定着しつつあった木曽駒ヶ岳登山に、生徒25名、地元の青年会員9名、引率教師3名（校長、他2名）と共に総勢37名で登山に出発した。
計画は綿密に練られ、前年までの経験を基にした詳細な計画書が全員に配布され、また、地元の飯田測候所にも逐一最新の気象状況を照会するなど、当時考えられる対策はほぼ全て取られていた。ただ、町の予算により運営されているため、前年まで付けていた地元のガイドを雇うことはできなかった。
一行は、すぐれない天候の中ではあったが、山頂にある伊那小屋で1泊する計画であったため、予定通りの山行を決行した。稜線に出る頃には、暴風雨になったが、何とか伊那小屋にたどり着くことができた。
実は、当時の観測技術では判明しなかったが、小笠原海上で発達した台風が猛烈なスピードで、同時刻に東日本を通過中であった。
しかも、頼みの綱の小屋は半壊状態であった上に、心無い登山者によって失火の上、石垣のみの無残な姿に変わってしまっていた。赤羽は、周辺のハイマツ等を手分けしてかき集め、全員の雨合羽も利用して仮小屋を設営し、ビバークを試みた。

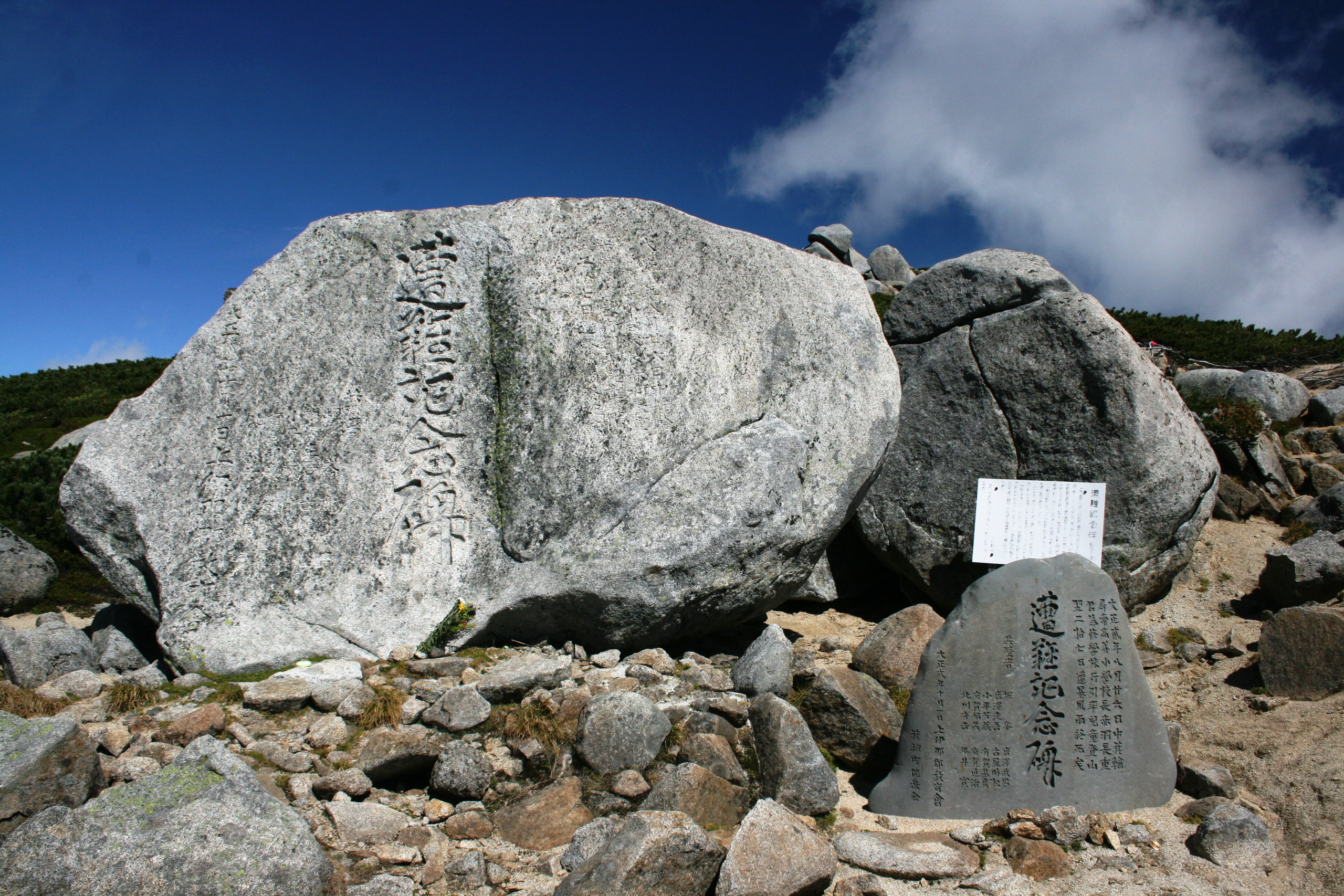
将棊頭山の山頂直下にある遭難碑

しかし、漏水のため火を焚くことができず、体力を失っていた生徒が疲労凍死（低体温症）するに及んで一行はパニックに陥った。
有志として参加していた青年会員の若者が、赤羽ら引率教師の指示に従わず、散り散りになって無謀な下山を開始した。当然、屋根代わりの雨合羽を失うと、仮小屋はその機能を果たせず、生徒たちも危険な下山の道をバラバラに取り始めた。
赤羽ら教師は、体力のない生徒や、雨合羽を吹き飛ばされて装備の十分でない生徒をかばいながら、やむなく下山の途に出ざるを得ない危地に陥った。
結果的に、樹林帯にたどり着けた者は生存し、稜線上で力尽きた者の多くが生命を落とした。その中には、生徒に防寒シャツを与えて救おうとした赤羽校長の姿もあった。総計11名の尊い命が失われる大遭難事故となってしまった。
上伊那郡教育会は、稜線上の遭難現場に「遭難記念碑」を設置し、「記念」の言葉の中に、決して事故のことを忘れ得ないようにという思いを込めた。現在も箕輪中学校をはじめ上伊那地域の中学校の伝統行事として2年生が木曽駒ヶ岳登山を行っているが、これは慰霊登山も兼ねている。

## 映画
1978年に鶴田浩二主演で東宝から映画化された。前年に日本映画興行収入新記録をマークした同原作者の『八甲田山』に続く東宝・シナノ映画提携作品で、連投した森谷司郎はそれまでの新記録作『日本沈没』の監督でもあり、東宝のデザスター路線として大ヒットが期待されたが、これを大きく裏切る成績となった。

### スタッフ
- 東宝映画・シナノ企画 提携作品
- 東宝株式会社 配給
- 製作：田中収
- 企画：吉成孝昌、馬場和夫
- 原作：新田次郎
- 脚本：山内久
- 協力監督：大森健次郎
- 音楽：林光
- 撮影：木村大作
- 美術：村木与四郎
- 録音：伴利也
- 照明：小島真二
- 製作担当：森和貴秀
- スチール：中尾孝
- 編集：池田美千子
- チーフ助監督：今村一平
- 監督：森谷司郎

### キャスト
中箕輪高等小学校
- 赤羽長重（中箕輪高等小学校校長／実践主義派）：鶴田浩二

白樺派教員と反白樺派教員との対立が始まりつつあった学校で、毅然とした態度で学校をまとめ、夜には子供たちを自宅に招いて勉強を教えるなどした実践主義者。集団登山では突然の嵐で体温を奪われた生徒に冬シャツを与えてかばい、最後は疲労凍死する。
- 赤羽つぎ（長重の妻）：岩下志麻

夫の死後、遺族からの罵声や連日の投石に耐える気丈な妻。
白樺派（国定教科書に頼らず、独自の教材を使って授業を進めていた）
- 清水政治（中箕輪高等小学校訓導）：三浦友和

同僚の樋口や伊吹やえとともに国定教科書に頼らない教育を進めていたため、もともと赤羽との折り合いは良くなかった。駒ケ岳登山では赤羽と対立し、辞表をたたきつけようとするが、子供たちにほだされて思いとどまる。集団登山を引率して嵐にあった際には、負傷したり体力を消耗したりした生徒を岩陰に連れて行くが、下山後、「責任放棄」と誤解される。
- 樋口裕一（中箕輪高等小学校教諭）：田中健

清水の同僚。奉公人と許されない恋に落ち、赤羽校長から今が一番大事だから残るように言われ登山に参加しなかったが、事故後深く自責の念にかられ、校長の後を追い自殺。
- 伊吹やえ（中箕輪高等小学校教諭）：中井貴惠

清水の同僚。
- 有賀喜一（中箕輪高等小学校主任訓導）：北大路欣也

駒ケ岳登山の計画を知った当初は、「鍛錬主義につながる暴挙」と強く反対していた。
事故の後、自らを犠牲にして子供たちにシャツを与えて救おうとした赤羽の行動に理想主義・鍛錬主義の垣根を越えたヒューマニズムを感じ取る。病身を押して、教師と生徒の心の触れ合いを忘れまいと記念碑の建立に奔走し、完成直後に亡くなる。
鍛錬主義派
- 征矢隆得（中箕輪高等小学校教諭）：地井武男

登山を引率していたが、救助を呼びに走ったことを「生徒を捨てた」と誤解される。
その他
- 水野春子（奉公人。のちに樋口と許されない恋に落ちる。）：大竹しのぶ[3]
- 小池直栄（郡の視学）：佐藤慶
- 佐藤信次郎：北村和夫
- 永沢秀二郎：神山繁
- 渡辺：大滝秀治
- 俣野角平（村の助役）：下川辰平
- 泰二郎：米倉斉加年
- 片桐福太郎：笠智衆
- 高山健次郎：鈴木瑞穂
- 樋口裕平：下元勉
- 樋口けさ：南風洋子
- 河内三左衛門：山谷初男
- 春子の母：初井言榮
- ミチ：服部まこ
- 戸浦六宏
- 杉山とく子
- 小林昭二
- 山本廉
- 大久保正信
- 草野大悟
- 伊藤敏孝
- 磯村健治
- 加藤健一
- 鈴木庄之介：丹波哲郎

地元の中学生数人が、東京の児童劇団に所属する中学生たちとともに生徒役で出演している。

### 映像ソフト
- 『聖職の碑』（2005年12月21日、コロンビアミュージックエンタテインメント）

### オリジナルサウンドトラック
- 『聖職の碑』（1978年、東宝レコード）
- 『聖職の碑/竹山ひとり旅』（カップリング盤、2010年11月24日、富士キネマ）[4]。

音楽：林光

## 備考
- 原作では50ページに及ぶ「取材記」[5]を付けており、丹念な調査の上に執筆したことがうかがえる。
  - ただし、事実と異なっている部分も存在しており、参加していた青年団員（同窓会員）・有賀義計の手記には26日の午前中に一時的に小雨が降り出したときに天候を不安視した赤羽校長が登山の中止を提案したが、これに反発した生徒が勝手に出発を始めてしまったと記されている[6]。だが、小説では赤羽が出発を躊躇した場面は描かれておらず、「取材記」にもこの手記の存在には触れられていない。
  - また、山岳事故の防止の立場から過去の遭難事件を調査・研究している立場からは、白樺派教育とそれに反対する動きの対立が実際に存在したとしても、それが実際の遭難事件にどう影響したかは確認できず、本作によって遭難事故の原因として取り上げられることを疑問視する意見がある[7]。

## 書誌情報
- 新田次郎『聖職の碑』講談社（原著1976年3月24日）。ISBN 4061316567。